# Miguel González Taush
Miguel González Taush (* 1907; † unbekannt) war ein mexikanischer Botschafter.

## Leben
Miguel González Taush trat am 19. August 1928 in den auswärtigen Dienst. 1931 war Miguel González Taush Schreiber zweiter Klasse am mexikanischen Konsulat in New Orleans.
1942 war Miguel González Taush Kanzler erster Klasse in Houston Texas. Als solcher klagte er gegen die Diskriminierung von mexikanischen Staatsbürgern bei der Gulf Portland Cement Company bei der Fair Employment Practices Commission
González Taush, Miguel wurde 1952 in Bolivien in den Orden del Cóndor de los Andes aufgenommen und 1962 befördert.
Gonzalo Martínez Corbalá wurde am 1. August 1972 zum Botschafter in Santiago de Chile ernannt und überreichte am 30. Oktober 1972 sein Akkreditierungsschreiben. In den ersten 24 Stunden des Putsches war eine Ausgangssperre verhängt worden. Als am 12. September 1973 die Botschaft ein Telex von Luis Echeverría Álvarez erhalten hatte, in welchem der Schutz der Familie von Salvador Allende angeordnet wurde, hatten 400 Personen im Konsulat und der Botschaft Schutz gesucht.
Gonzalo Martínez Corbalá kehrte im Oktober 1973 aus Chile zurück und wurde vom Consejero González Tausch abgelöst, der als Geschäftsträger fungierte.
Auch in die Büros des Konsulates hatten sich Chilenen vor Verfolgung geflüchtet. Das Konsulat und die Botschaft wurden am 13. September 1973 von putschfreundlichen Demonstranten und Carabineros de Chile umstellt. Das Botschaftspersonal teilte den Asylsuchenden im Konsulat mit, dass sie sich an die Botschaft zu wenden haben, dort wurden sie danach befragt, ob sie aus ökonomischen Gründen nach Mexiko ausreisen wollen, von dieser Gruppe der Asylsuchenden konnten dreißig Personen nach Mexiko ausreisen.
Der General der Carabineros Aníbal Alvear Godoy ließ einen Leserbrief an Miguel González Taush im El Mercurio abdrucken, in dem er die Vorstellungswelt der Putschisten kundtat.
| Vorgänger                         | Amt                                                                              | Nachfolger                  |
| --------------------------------- | -------------------------------------------------------------------------------- | --------------------------- |
| Manuel Maples Arce                | mexikanischer Botschafter in Bogotá 16. Juli 1952 bis 22. Dezember 1953          | José Cayetano Valadés Rocha |
| Fernando Anacleto Lagarde y Vigil | mexikanischer Botschafter in La Paz 16. April 1959 bis 1. Juni 1959              | Jesús Reyes Ruiz            |
| Jesús Reyes Ruiz                  | mexikanischer Botschafter in La Paz 19. November 1960 bis Oktober 1961           | Francisco Orozco González   |
| Gonzalo Martínez Corbalá          | mexikanischer Botschafter in Santiago de Chile Oktober 1973 bis 25. Februar 1974 | Reynaldo Calderón Franco    |